# Malin (Oregón)
Malin es una ciudad ubicada en el condado de Klamath en el estado estadounidense de Oregón. En el año 2000 tenía una población de 638 habitantes y una densidad poblacional de 704 personas por km².

## Geografía
Malin se encuentra ubicada en las coordenadas 42°0′46″N 121°24′31″O / 42.01278, -121.40861.

## Demografía
Según la Oficina del Censo en 2000 los ingresos medios por hogar en la localidad eran de $29,750 y los ingresos medios por familia eran $30,000. Los hombres tenían unos ingresos medios de $26,875 frente a los $21,591 para las mujeres. La renta per cápita para la localidad era de $10,258. Alrededor del 26.7% de la población estaban por debajo del umbral de pobreza.